# Rubus echinatoides
Rubus echinatoides är en rosväxtart som först beskrevs av William Moyle Rogers, och fick sitt nu gällande namn av Dallman. Rubus echinatoides ingår i släktet rubusar, och familjen rosväxter. Inga underarter finns listade i Catalogue of Life.